# Campionati arabi di lotta 1983
I campionati arabi di lotta 1983 si sono svolti a Casablanca, in Marocco, il 20 luglio 1983. 

## Podi

### Lotta libera
| Evento  | Oro                   | Argento              | Bronzo                    |
| 48 kg   | Aouad Abdelmalek      | Ali Al-Thelili       | Majed Abdul-Sada          |
| 52 kg   | Lebnane Jouda         | Mansour Douissi      | Mohammed Quaribi          |
| 57 kg   | Marwan Suhail         | Abdelkader Bahloul   | Abdul-Haleem Al-Hashayshi |
| 62 kg   | Ali Abdul-Razzak      | Khay Chawki          | Ahmed Gharbi              |
| 68 kg   | Ali Hassan Bakr Faris | Said Admane          | Hassan Said Souaken       |
| 74 kg   | Mohamed Abdessatar    | Munji Bousetta       | Rochdi Rahimi             |
| 82 kg   | Ibrahim Khalil        | Zouhair Seghaier     | Abdelmajid Boufatit       |
| 90 kg   | Abdul-Rahman Bresem   | Abdul-Rahman Rahouma | Aboussalama Bahafid       |
| 100 kg  | Salahuddin Saeed      | Cheikh, Habib B.     | Makrabi Ashour            |
| +100 kg | Khalid Hamad          | Hassan Bchara        | Munji Al-Jamali           |

### Lotta greco-romana
| Evento  | Oro                 | Argento                      | Bronzo                       |
| 48 kg   | Aouad Abdelmalek    | Abdul-Hakeem Eshan           | Saeed Mubarek                |
| 52 kg   | Abdul-Rasoul Hazin  | Ahmed Abulwafa               | Basheer Al-Sheikh            |
| 57 kg   | Ali Lachkar         | Hameed Mohammed Abdul-Kaream | Abdul-Kareenm Nulman         |
| 62 kg   | Brahim Loksairi     | Mohamed Sallaoui             | Habib Lakhal                 |
| 68kg    | Hassan Said Souaken | Ahmed Saleh                  | Rasheed Kisra                |
| 74 kg   | Tahir Abdul-Aziz    | Munji Bousetta               | Mateef Shehab                |
| 82 kg   | Abdul-Kareem Sadig  | Ali Abdul-Lawi               | Abdelmajid Boufatit          |
| 90 kg   | Jabeur Dridi II     | Badou Fatih                  | Khalaf Hamdan                |
| 100 kg  | Khalifa Ben Nasseur | Jamal Labbardi               | Hameed Mohammed Abdul-Kaream |
| +100 kg | Farhan Jassim       | Ali Gharbi                   | Hassan Bchara                |